# 秘鲁企鹅
，又名洪氏环企鹅、洪堡企鹅，是一種分佈於南美洲的企鵝，主要在秘魯和智利沿岸繁殖。秘鲁企鹅的学名來自於第一個介紹此物種給西方學界的德國自然科學家亚历山大·冯·洪堡。
秘鲁企鹅是中型的企鵝，成鳥約65-70公分高。頭部呈黑色，有一條白色寬帶從眼後過耳朵一直延伸至下頜附近；有的背部帶有白色斑點。

## 保护现状
秘鲁企鹅的保護現狀為易危，主要由於過度捕漁導致族群數量下降。現存數量估計在32,000 隻之間。
然而形成对比的是，在日本动物园中的秘鲁企鹅因为适应了环境反而大量繁殖，园方不得不用石膏等材料制成假蛋、将真正的企鹅蛋换掉来抑制种群的增长。

## 知名的個案
秘鲁企鹅曾在北半球被發現；2002年夏天，阿拉斯加漁民在阿拉斯加東南沿海捕獲一隻秘鲁企鹅，距離其原棲地至少有 11,000 公里遠。由於阿拉斯加當地並沒有任何動物園飼養秘鲁企鹅，生物學家認為該企鵝可能原來是智利或秘魯漁民的寵物，在該漁船在阿拉斯加捕魚時逃逸。
2012年3月3日傍晚，一隻编号 337 的一歲秘鲁企鹅從東京葛西臨海水族園逃出，該企鵝在無人注意的情況下攀上室外展示設施的假山，穿過雙重柵欄的間隙逃出。逃亡期間多次被民眾目擊在東京灣出沒，館方多次圍捕均告失敗。在逃亡82日後，終於在2012年5月24日被捕。
2017年，日本東武動物公園跟動畫動物朋友的合作活動中，有隻公秘鲁企鹅「葡萄君」受到矚目。在活動期間園方在企鵝區內擺出以秘鲁企鹅為原型設計的角色，而葡萄君總是守護在立牌旁，不時凝望著她或作出求愛行為。葡萄君的戀情受到包括的配音員築田行子在內的許多祝福。葡萄君在同年10月12日以高齡21歲去世。

## 图廊

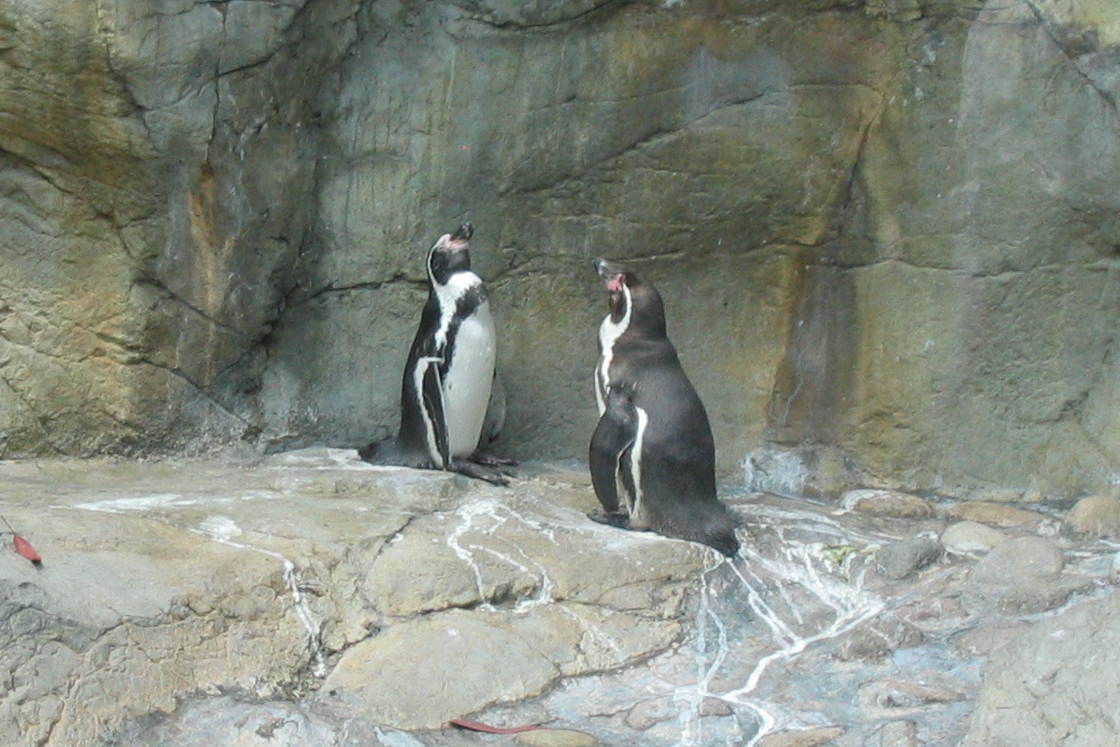
一對秘鲁企鹅，查波鐵派克動物園，墨西哥市
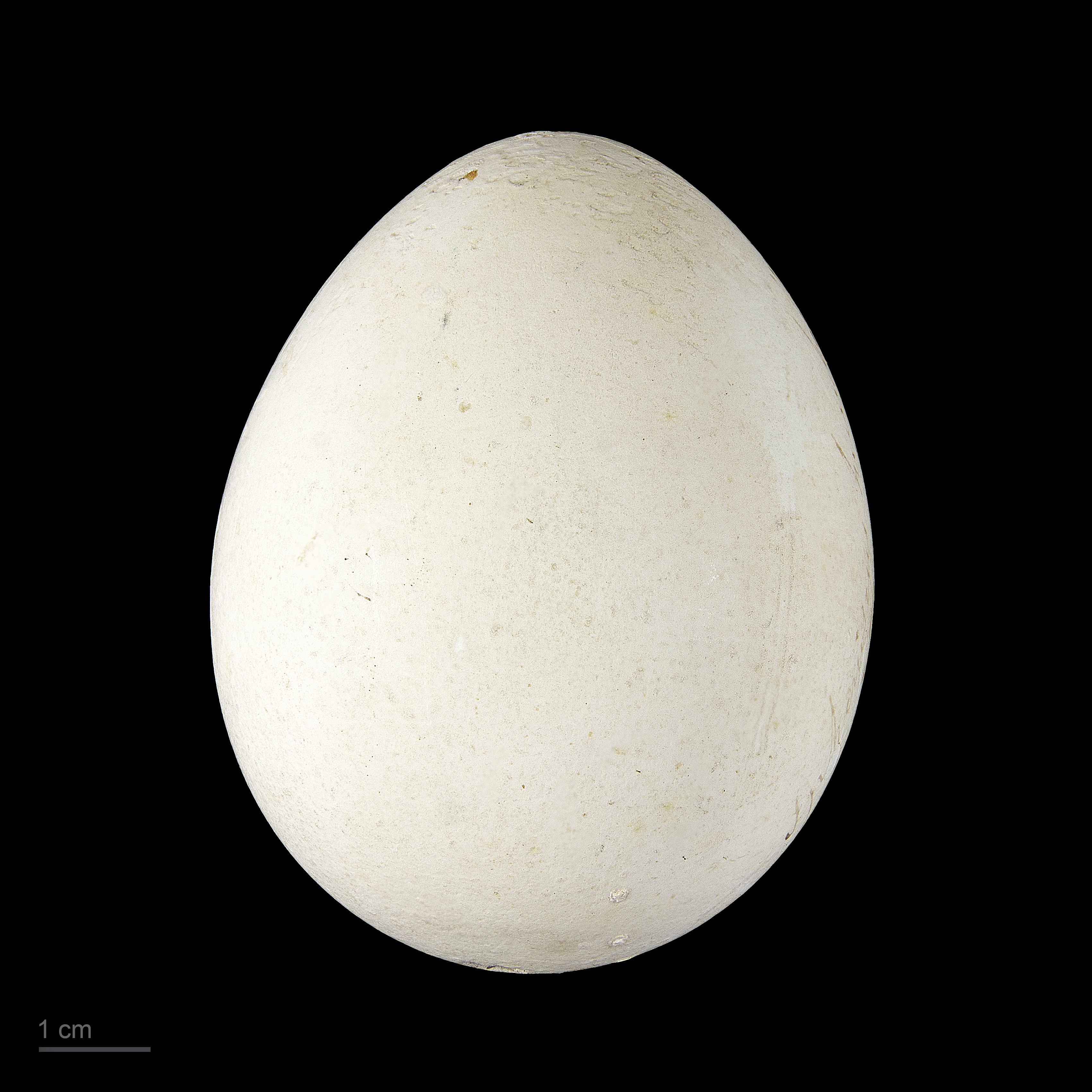
Museum specimen